# Drachenbootsport

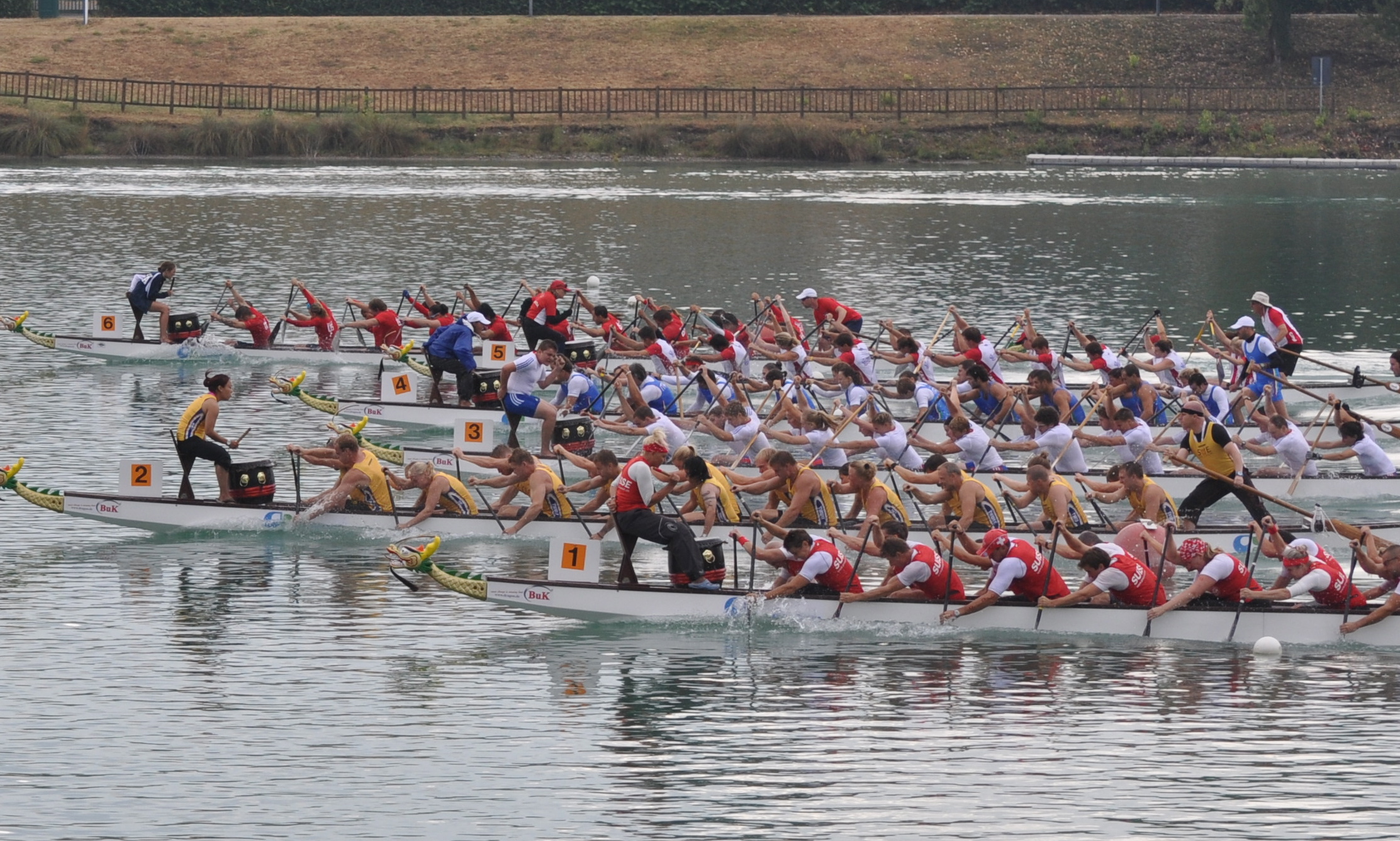
Drachenboote in Mailand 2012

Beim Drachenbootsport handelt es sich um Wettkämpfe mit Drachenbooten, deren Ziel es ist, eine bestimmte Strecke auf Gewässern in möglichst kurzer Zeit zurückzulegen.
Für internationale Wettkämpfe ist die Aufteilung in Meisterschaften für Nationalmannschaften und in Meisterschaften für Vereinsmannschaften (Club Crew Championships) charakteristisch.

## Wettkämpfe
Der in den Verbänden organisierte Wettkampfsport verzeichnet seit den 1990er Jahren eine zunehmende Professionalisierung und Reglementierung. Dieser Prozess wurde insbesondere durch die Gründung von Vereinen und deren Organisation in Verbänden vorangetrieben. Neben dem professionellen Wettkampfsport existiert eine Vielzahl von Breitensportveranstaltungen, die mit abweichenden Regelungen auf die lokalen Besonderheiten reagieren.
Sowohl international als auch national ist der Drachenbootsport parallel in zwei Sportverbänden organisiert: International in der International Dragon Boat Federation (IDBF) und dem Internationalen Kanu-Verband (ICF) sowie national im Deutschen Drachenboot Verband (DDV) und dem Deutschen Kanu-Verband (DKV) mit dem Ressort „Kanu-Drachenboot“.
Wettkämpfe werden häufig auf den bereits existierenden Regattastrecken für den Kanu- und Rudersport oder auf geeigneten Wasserflächen in der Nähe von Innenstädten ausgetragen.

### Internationale Wettkämpfe

#### Internationale Drachenbootmeisterschaften
Bei internationalen Wettkämpfen wird zwischen Meisterschaften für Nationalmannschaften und Meisterschaften für Vereinsmannschaften unterschieden.
Seit 1995 richtet die IDBF alle zwei Jahre die „World Dragon Boat Racing Championships“ (WDBRC) aus. In den Jahren zwischen den Weltmeisterschaften veranstaltet die IDBF die „Club Crew World Championships“ (CCWC) für Vereinsmannschaften. Der Europäische Drachenbootverband EDBF richtet nach der gleichen Aufteilung ebenfalls die „European Dragon Boat Racing Championships“ (EDBRC) und die „European Club Crew Championships“ (ECCC) aus – allerdings zeitlich versetzt zu den Veranstaltungen der IDBF.
Die ICF veranstaltet seit 2005 im gleichen zweijährigen Rhythmus wie die EDBF die Weltmeisterschaften für Vereins- und Nationalmannschaften.
Seit 2015 existieren auf europäischer Ebene die „European Nations and Clubs Dragon Boat Championships“ der Europäischen Kanu-Föderation (ECA) und der ICF. Bei diesen werden sowohl Wettbewerbe für National- als auch für Vereinsmannschaften ausgetragen.
| Jahr | World Dragon Boat Racing Championships (IDBF) | Club Crew World Championships (IDBF) | Dragon Boat World Championships (ICF) | Club Crew World Championships (ICF) | European Dragon Boat Racing Championships (EDBF) | European Club Crew Championships (EDBF) | ENCDBC (ECA)      |
| ---- | --------------------------------------------- | ------------------------------------ | ------------------------------------- | ----------------------------------- | ------------------------------------------------ | --------------------------------------- | ----------------- |
| 1995 | Yueyang                                       | –                                    | –                                     | –                                   | –                                                | –                                       | –                 |
| 1996 | –                                             | Vancouver                            | –                                     | –                                   | Silkeborg                                        | –                                       | –                 |
| 1997 | Hongkong                                      | –                                    | –                                     | –                                   | –                                                | Duisburg                                | –                 |
| 1998 | –                                             | Wellington                           | –                                     | –                                   | Rom                                              | –                                       | –                 |
| 1999 | Nottingham                                    | –                                    | –                                     | –                                   | –                                                | Nottingham                              | –                 |
| 2000 | –                                             | –                                    | –                                     | –                                   | Malmö                                            | –                                       | –                 |
| 2001 | Philadelphia                                  | –                                    | –                                     | –                                   | –                                                | Bremen                                  | –                 |
| 2002 | –                                             | Rom                                  | –                                     | –                                   | Posen                                            | –                                       | –                 |
| 2003 | Posen                                         | –                                    | –                                     | –                                   | –                                                | Auronzo di Cadore                       | –                 |
| 2004 | Shanghai                                      | Kapstadt                             | –                                     | –                                   | Stockton-on-Tees                                 | –                                       | –                 |
| 2005 | Berlin                                        | –                                    | –                                     | Schwerin                            | –                                                | Berlin                                  | –                 |
| 2006 | –                                             | Toronto                              | Kaohsiung                             | –                                   | Prag                                             | –                                       | –                 |
| 2007 | Sydney                                        | –                                    | –                                     | Gérardmer                           | –                                                | Sankt Petersburg                        | –                 |
| 2008 | –                                             | Penang                               | Posen                                 | –                                   | Sabaudia                                         | –                                       | –                 |
| 2009 | Prag                                          | –                                    | –                                     | Ulsan                               | –                                                | Budapest                                | –                 |
| 2010 | –                                             | Macau                                | Szeged                                | –                                   | Amsterdam                                        | –                                       | –                 |
| 2011 | Tampa Bay                                     | –                                    | –                                     | Toronto                             | –                                                | Kiew                                    | –                 |
| 2012 | –                                             | Hongkong                             | Mailand                               | –                                   | Nottingham                                       | –                                       | –                 |
| 2013 | Szeged                                        | –                                    | –                                     | Kiew (ausgefallen)                  | –                                                | Hamburg                                 | –                 |
| 2014 | –                                             | Ravenna                              | Posen                                 | –                                   | Račice                                           | –                                       | –                 |
| 2015 | Welland                                       | –                                    | –                                     | Račice                              | –                                                | Divonne-les-Bains                       | Auronzo di Cadore |
| 2016 | –                                             | Adelaide                             | Moskau                                | –                                   | Rom                                              | –                                       | –                 |
| 2017 | Kunming                                       | –                                    | –                                     | Venedig                             | –                                                | Divonne-les-Bains                       | Szeged            |
| 2018 | –                                             | Szeged                               | Gainesville                           | –                                   | Brandenburg                                      | –                                       | –                 |
| 2019 | Pattaya                                       | –                                    | –                                     | Kiew                                | –                                                | Cuevas del Almanzora                    | Moskau            |
| 2020 | –                                             | Aix-les-Bains                        | Indore                                | –                                   | Kiew                                             | –                                       | –                 |
| 2021 | Hongkong                                      | –                                    | -                                     | Posen                               | –                                                | Barcelona                               | Zagreb            |
| 2022 | –                                             | –                                    | Račice                                | –                                   | Banyoles                                         | –                                       | –                 |
| 2023 | Pattaya                                       | –                                    | –                                     | –                                   | –                                                | Ravenna                                 | –                 |
| 2024 | –                                             | Ravenna                              | –                                     | –                                   | –                                                | –                                       | –                 |
| 2025 | Brandenburg                                   | –                                    | –                                     | –                                   | –                                                | –                                       | –                 |

#### Internationale Multisportveranstaltungen
Neben den eigenständigen Wettbewerben gehörten Drachenbootrennen zum Programm größerer Sportveranstaltungen. So zum Beispiel zu Demonstrationszwecken bei den Kanu-Weltmeisterschaften in Nottingham 1981 und in Duisburg 1987.
Bei den World Games in Duisburg 2005 und den World Games in Kaohsiung 2009 gehörten Drachenbootrennen als Einladungssportart zum Programm. Bei einigen asiatischen Multisportveranstaltungen ist die Kategorie Drachenboot bzw. "Traditional Boat Race" fester Bestandteil der Liste der ausgetragenen Sportarten.
| Veranstaltung     | Jahr                                  |
| ----------------- | ------------------------------------- |
| World Games       | 2005 Duisburg, Deutschland            |
| World Games       | 2009 Kaohsiung, Taiwan                |
| Asienspiele       | 2010 Guangzhou, Volksrepublik China   |
| Asienspiele       | 2018 Jakarta, Indonesien              |
| Ostasienspiele    | 2005 Macau, Macau                     |
| Ostasienspiele    | 2013 Tianjin, Volksrepublik China     |
| Südostasienspiele | 1993 Singapur, Singapur               |
| Südostasienspiele | 1997 Jakarta, Indonesien              |
| Südostasienspiele | 1999 Bandar Seri Begawan, Brunei      |
| Südostasienspiele | 2003 Hanoi/Ho-Chi-Minh-Stadt, Vietnam |
| Südostasienspiele | 2005 Manila, Philippinen              |
| Südostasienspiele | 2007 Nakhon Ratchasima, Thailand      |
| Südostasienspiele | 2011 Palembang, Indonesien            |
| Südostasienspiele | 2013 Naypyidaw, Myanmar               |
| Südostasienspiele | 2015 Singapur, Singapur               |

### Nationale Wettkämpfe

#### Deutsche Drachbootmeisterschaft
Die ersten Deutschen Drachenboot-Meisterschaften wurden 1991 in Dresden vom ein Jahr zuvor gegründeten DDV organisiert und werden seitdem im jährlichen Rhythmus durchgeführt. 2004 entstand beim DKV das Ressort „Kanu-Drachenboot“, das im selben Jahr eine separate Deutsche Meisterschaft veranstaltete. Beide Verbände haben eigene Wettkampfbestimmungen verabschiedet, die sich im Kern aber nur wenig unterscheiden.
Sowohl DDV als auch DKV organisieren neben den Deutschen Meisterschaften auch eigene Landesmeisterschaften.
| Jahr        | Dt. Drachenbootmeisterschaft(en) DDV                | Dt. Drachenbootmeisterschaft(en) DKV                |
| ----------- | --------------------------------------------------- | --------------------------------------------------- |
| 1991        | Dresden                                             | –                                                   |
| 1992        | Schwerin                                            | –                                                   |
| 1993        | ?                                                   | –                                                   |
| 1994        | Schwerin                                            | –                                                   |
| 1995        | Berlin/Regattastrecke Berlin-Grünau                 | –                                                   |
| 1996        | Fürstenberg/Havel                                   | –                                                   |
| 1997        | Bremerhaven                                         | –                                                   |
| 1998        | Berlin/Regattastrecke Berlin-Grünau                 | –                                                   |
| 1999        | Rostock-Gehlsdorf/Unterwarnow                       | –                                                   |
| 2000        | Köln/Fühlinger See                                  | –                                                   |
| 2001        | München/Regattastrecke Oberschleißheim              | –                                                   |
| 2002        | Wiesbaden-Schierstein/Schiersteiner Hafen           | –                                                   |
| 2003        | Berlin/Regattastrecke Berlin-Grünau                 | –                                                   |
| 2004        | Schwerin/Fauler See                                 | Brandenburg/Regattastrecke Beetzsee                 |
| 2005        | Gartow/Gartower See                                 | Duisburg/Regattabahn Sportpark Duisburg             |
| 2006        | Prenzlau/Unteruckersee                              | Brandenburg / Regattastrecke Beetzsee               |
| 2007        | Berlin/Regattastrecke Berlin-Grünau                 | München/Regattastrecke Oberschleißheim              |
| 2008        | Werder (Havel) / Regattastrecke Werder (Havel)      | Berlin/Regattastrecke Berlin-Grünau                 |
| 2009        | Friedersdorf (Mulde)/Muldestausee                   | München/Regattastrecke Oberschleißheim              |
| 2010        | Mainz/Industriehafen                                | Duisburg/Regattabahn Sportpark Duisburg             |
| 2011        | Bad Waldsee/Stadtsee                                | Brandenburg/Regattastrecke Beetzsee                 |
| 2012 – 2018 | Gemeinsame Deutsche Drachenbootmeisterschaft (GDDM) | Gemeinsame Deutsche Drachenbootmeisterschaft (GDDM) |

#### Gemeinsame Deutsche Drachenbootmeisterschaft
Seit 2012 existiert die Gemeinsame Deutsche Drachenbootmeisterschaft (GDDM) beider Verbände:
| Nr. | Jahr | Ort                                        | Gewässer                                    |
| --- | ---- | ------------------------------------------ | ------------------------------------------- |
| 1   | 2012 | Hamburg                                    | Regattastrecke Hamburg-Allermöhe            |
| 2   | 2013 | Duisburg                                   | Regattabahn Sportpark Duisburg              |
| 3   | 2014 | Schwerin                                   | Fauler See                                  |
| 4   | 2015 | Brandenburg                                | Regattastrecke Beetzsee                     |
| 5   | 2016 | Schwerin (Kurzboot) Berlin (Standardboot)  | Fauler See Regattastrecke Berlin-Grünau     |
| 6   | 2017 | Brandenburg                                | Regattastrecke Beetzsee                     |
| 7   | 2018 | Schwerin (Kurzboot) München (Standardboot) | Pfaffenteich Regattastrecke Oberschleißheim |

#### Deutsche Drachenboot Langstrecken-Meisterschaft
Vom DKV wird seit 2010 die Offene Deutsche Drachenboot Langstrecken-Meisterschaft ausgerichtet, an der auch Mannschaften aus anderen Verbänden teilnehmen können:
| Nr. | Jahr | Ort                   | Gewässer                               |
| --- | ---- | --------------------- | -------------------------------------- |
| 1   | 2010 | Saarbrücken           | Saar (10 km; 3 Wenden)                 |
| 2   | 2011 | Oberhausen            | Rhein-Herne-Kanal (21,5 km; 3 Wenden)  |
| 3   | 2012 | Rostock               | Unterwarnow (12 km; 3 Wenden)          |
| 4   | 2013 | Wiesbaden-Schierstein | Schiersteiner Hafen (11 km; 7 Wenden)  |
| 5   | 2014 | Mülheim an der Ruhr   | Ruhr (12 km; 6 Wenden)                 |
| 6   | 2015 | Zeulenroda            | Talsperre Zeulenroda (11 km; 3 Wenden) |
| 7   | 2016 | Saarbrücken           | Saar (12,6 km; 3 Wenden)               |
| 8   | 2017 | Kassel                | Fuldaaue (13,8 km; 6 Wenden)           |
| 9   | 2018 | Essen                 | Baldeneysee                            |
| 10  | 2019 | Rüdersdorf bei Berlin | Kalksee                                |

## Bootsklassen

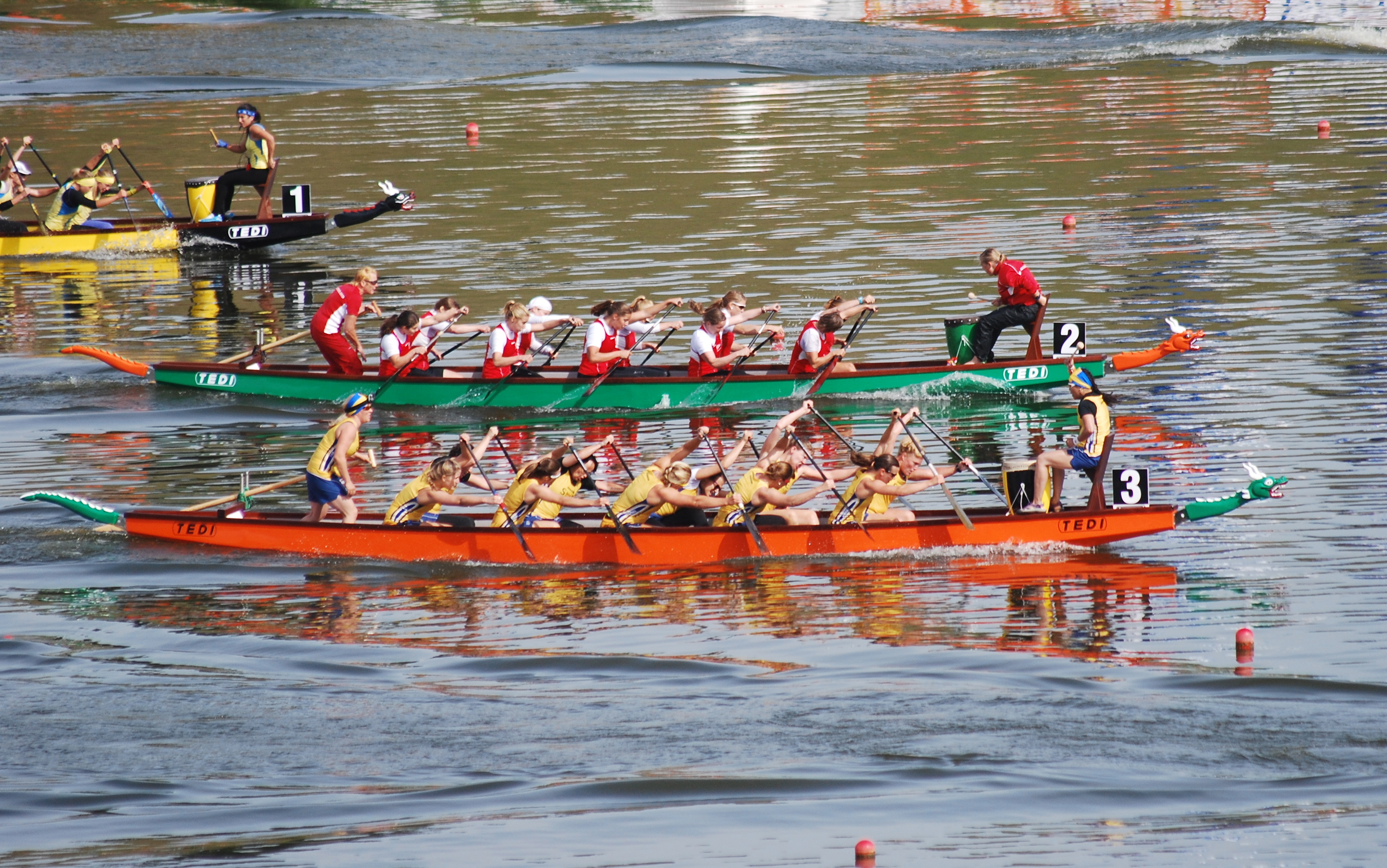
Kurzboote in Posen 2014

Sportboote haben nur noch wenig mit den Traditionsbooten gemein, auch wenn der Riss der Sportboote ursprünglich auf dem Hong-Kong-Drachenboot basiert. Der für alle Boote gleiche Drachenkopf und -schwanz ist abnehmbar und findet nur bei Veranstaltungen Verwendung. Es wird zwischen zwei Arten von Wettkampfbooten unterschieden: das Standardboot für 20 Paddelnde und das Kurzboot/Smallboat für 10 Paddelnde. Dazu kommt je eine Person an der Trommel sowie ein Steuermann bzw. eine Steuerfrau.
Die Standards des international genormten Renn-Standard-Drachenboot und das Europäische Standard-Drachenboot sind vom IDBF erstmals 1994 festgesetzt worden und liegen derzeit (Stand 2006) in der vierten Fassung vor.

### Standardboot
Die genormten Standardboote sind ohne Kopf und Schwanz 12,49 m lang, 1,16 m breit und 250 kg schwer (Europanorm). Der Rumpf wird üblicherweise aus glasfaserverstärktem Kunststoff (GFK) in zweischaliger Bauweise gefertigt. Ein genormtes Boot hat 10 Sitzbänke für maximal 20 Paddelnde.

### Kurzboot/Smallboat
Seit 2014 haben auch Kurzboote (international: Smallboats) mit 10 Paddelnden Aufnahme in die Wettkampfbestimmungen des IDBF und DDV gefunden. Die aktuellen Wettkampfbestimmungen (2016) sehen eine Länge von 9,60, eine Breite von 1,00 und eine minimale Masse von 135 kg vor.

## Klasseneinteilung
Verbandsübergreifend wird bei der Klasseneinteilung im Drachenbootsport nach Geschlecht, Teamzusammensetzung (Open, Women, Mixed)  und Alter unterschieden. Rennen der Wettkampfklasse Breitensport werden in der Regel nur in der Kategorie MIXED und im Standardboot ausgetragen.

### Geschlecht
Sowohl die IDBF als auch die ICF unterscheiden Mannschaftsklassen unter der Berücksichtigung des Geschlechtes:
- Offene Klasse/Open (IDBF): de facto Herren, aber auch offen für Frauen
- Men/Herren (ICF): nur Männer mit Ausnahme von Trommel und Steuer
- Frauen/Woman (IDBF & ICF): nur Frauen mit Ausnahme von Trommel und Steuer
- Mixed (IDBF & ICF): in der Regel Geschlechterverhältnis von mind. 40 % zu 60 %

### Altersklassen
Zudem unterscheiden die Verbände noch Altersklassen, die sich prinzipiell am Schema von Jugend, Erwachsenen und Senioren orientieren.
Der DKV verwendet analog zur ICF die folgende Einteilung:
- Jugend/Junior: 14 bis 18 Jahre
- Senioren/Senior: 18 bis 39 Jahre
- Masters: ab 40 Jahren

Die Person an der Trommel muss in allen drei Klassen das 14. Lebensjahr vollenden; der Steuermann bzw. die Steuerfrau muss stets über 18 Jahre alt sein. Paddelnde der Masters-Klasse dürfen auch Wettkämpfe in der Seniorenklasse bestreiten.
Die Klasseneinteilung der IDBF ist feingliedriger:
- Junior A: 12 bis 18 Jahre
- Junior B: 12 bis 16 Jahre
- Junior C: 12 bis 14 Jahre
- Premier:  ohne Beschränkung
- Senior A: mind. 40 Jahre
- Senior B/Grand Dragon: mind. 50 Jahre
- Senior C/Great Grand Dragon: mind. 60 Jahre

Der DDV teilt seine Nationalmannschaft in der Premier-Klasse in eine U24-Mannschaft und eine unbegrenzten Mannschaft auf und verzichtet auf ein Unterteilung der Juniorenklassen.

### Leistungsklassen
Die Einteilung nach Leistung findet sich bis in den Bereich der semi-professionellen Regatten, allerdings nicht bei offiziellen Meisterschaften. Die übliche Einteilung ist:
- Fun(-Fun)
- Fun-Sport
- (Breiten-)Sport
- Leistungsklasse

## Streckenlänge
Da viele Regatten auf Naturstrecken stattfinden, existiert gerade im Breitensportbereich eine Vielzahl an Distanzen. Die gebräuchlichsten sind:
| Länge     | Art           | Anmerkungen                                             |
| --------- | ------------- | ------------------------------------------------------- |
| 200 m     | Sprintstrecke | Standard bei nationalen und internationalen Wettkämpfen |
| 250 m     | Sprintstrecke | Alternative zu 200 m                                    |
| 500 m     | Kurzstrecke   | Standard bei nationalen und internationalen Wettkämpfen |
| 1000 m    | Mittelstrecke | Alternative zu 2000 m                                   |
| 2000 m    | Mittelstrecke | Standard bei nationalen und internationalen Wettkämpfen |
| ab 3000 m | Langstrecke   | bis 15000 m                                             |